# Maldegem
Maldegem è un comune belga situato nella regione fiamminga.

## Suddivisioni
| #          | Nome                            |
| ---------- | ------------------------------- |
| I (IV) (V) | Maldegem -Maldegem -Kleit -Donk |
| II         | Adegem                          |
| III        | Middelburg                      |

| Comuni limitrofi         |
| ------------------------ |
| a. Sint-Laureins         |
| b. Eeklo                 |
| c. Oostwinkel (Zomergem) |
| d. Ursel (Knesselare)    |
| e. Knesselare            |
| f. Oedelem (Beernem)     |
| g. Sijsele (Damme)       |
| h. Moerkerke (Damme)     |
| i. Lapscheure (Damme)    |

## Amministrazione

### Gemellaggi
- Ermont
- Lampertheim
- Wierden
- Adria